# Lise à l'ombrelle
Lise à l'ombrelle est un tableau d'Auguste Renoir daté de 1867.

## Sujet
Le tableau est un portrait en pied de Lise Tréhot (1848-1922), maîtresse et modèle du peintre. Elle se tient debout, sous les feuillages d'une clairière de la forêt de Fontainebleau près de Chailly-en-Bière, vêtue d'une robe de mousseline blanche — qui correspond à une tenue vestimentaire d'été en plein air : avec son col fermé et ses manches longues, la robe protège des rayons du soleil et signifie les bonnes mœurs —, d'un chapeau de paille et abritée sous une ombrelle d'ivoire, dentelle noire et doublure blanche. Dans le fond, Renoir a inscrit ses initiales sur le gros tronc d'arbre, symbole de sa liaison avec le modèle.

## Technique
La toile est peinte dans les tons de blanc, chers aux impressionnistes. Renoir abandonne ses couleurs sombres, et fait jouer sur la robe la lumière et les ombres. Lise a déjà les traits caractéristiques des visages féminins de Renoir.
Rapidement considéré comme un chef-d’œuvre de l'impressionnisme, le tableau est cependant stylistiquement proche du réalisme et du pleinairisme.

## Histoire
Auguste Renoir a peint Lise à l'ombrelle en 1867, au début de sa carrière.
Le tableau a été exposé au Salon de 1868, après que Paysage avec deux figures et Diane chasseresse ont été refusés en 1866 et 1867. Il a été comparé par Émile Zola et Zacharie Astruc à l'Olympia d'Édouard Manet et La Femme en robe verte de Claude Monet.
Il fut acquis en 1873 par le critique Théodore Duret pour 1 200 F, en même temps que La Bohémienne. Théodore Duret vendit Lise à l'ombrelle à Paul Durand-Ruel le 5 juin 1890, qui le vendit à Paul Cassirer de Berlin le 10 mai 1901, qui le vendit au musée Folkwang de Hagen le 23 mai 1901. Il fut finalement racheté en 1922 par le musée Folkwang d'Essen, où il est toujours conservé.

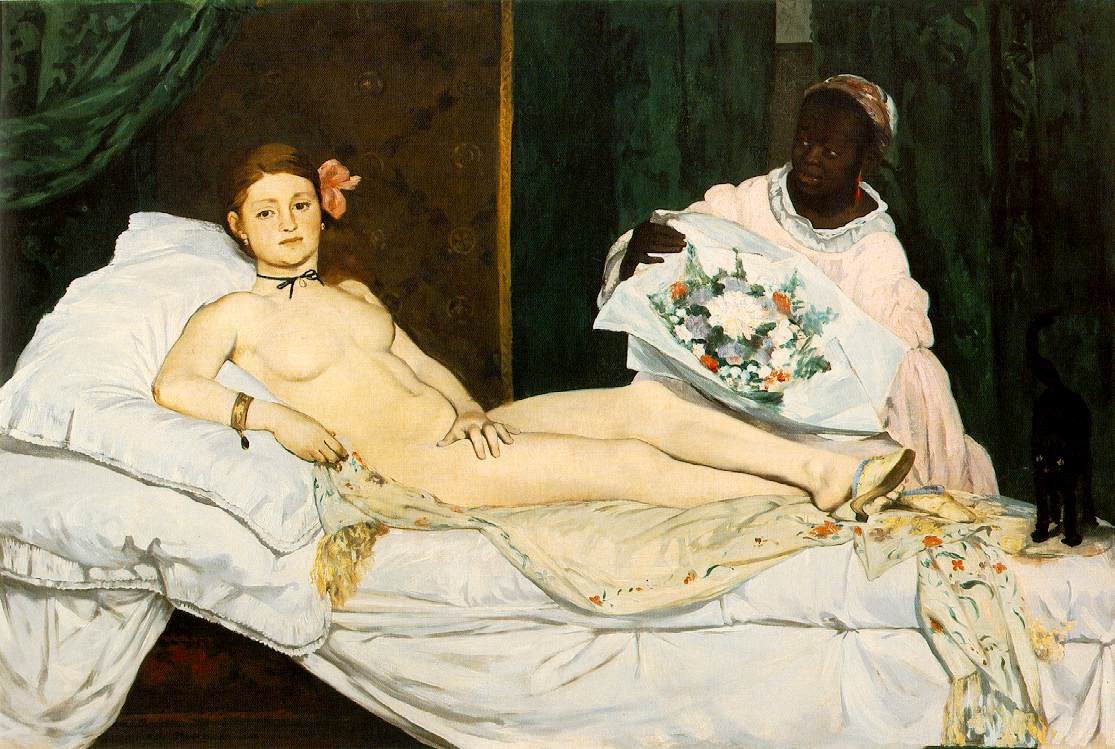
Olympia, Édouard Manet 1863.
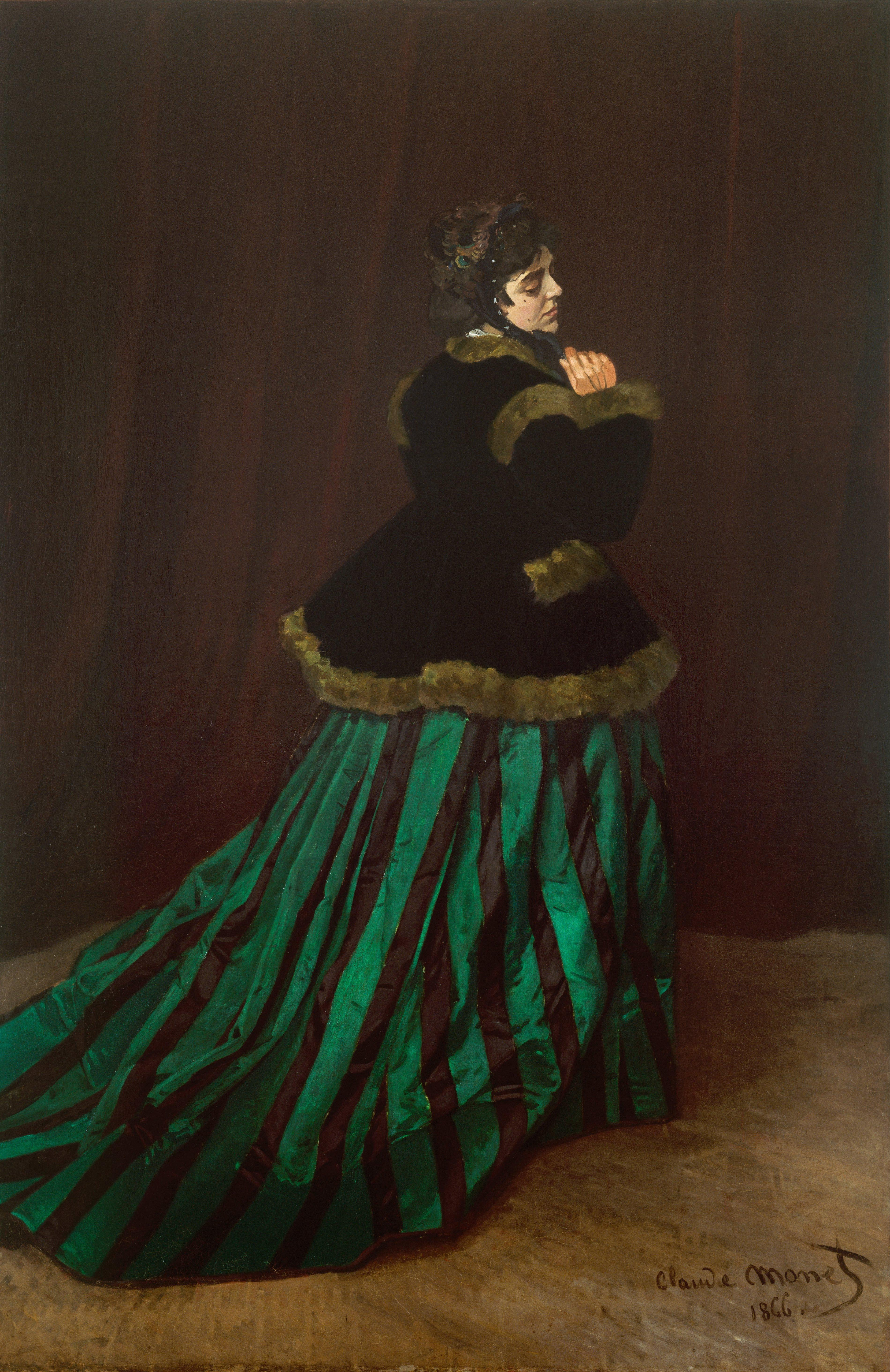
La Femme en robe verte, Claude Monet, 1866.
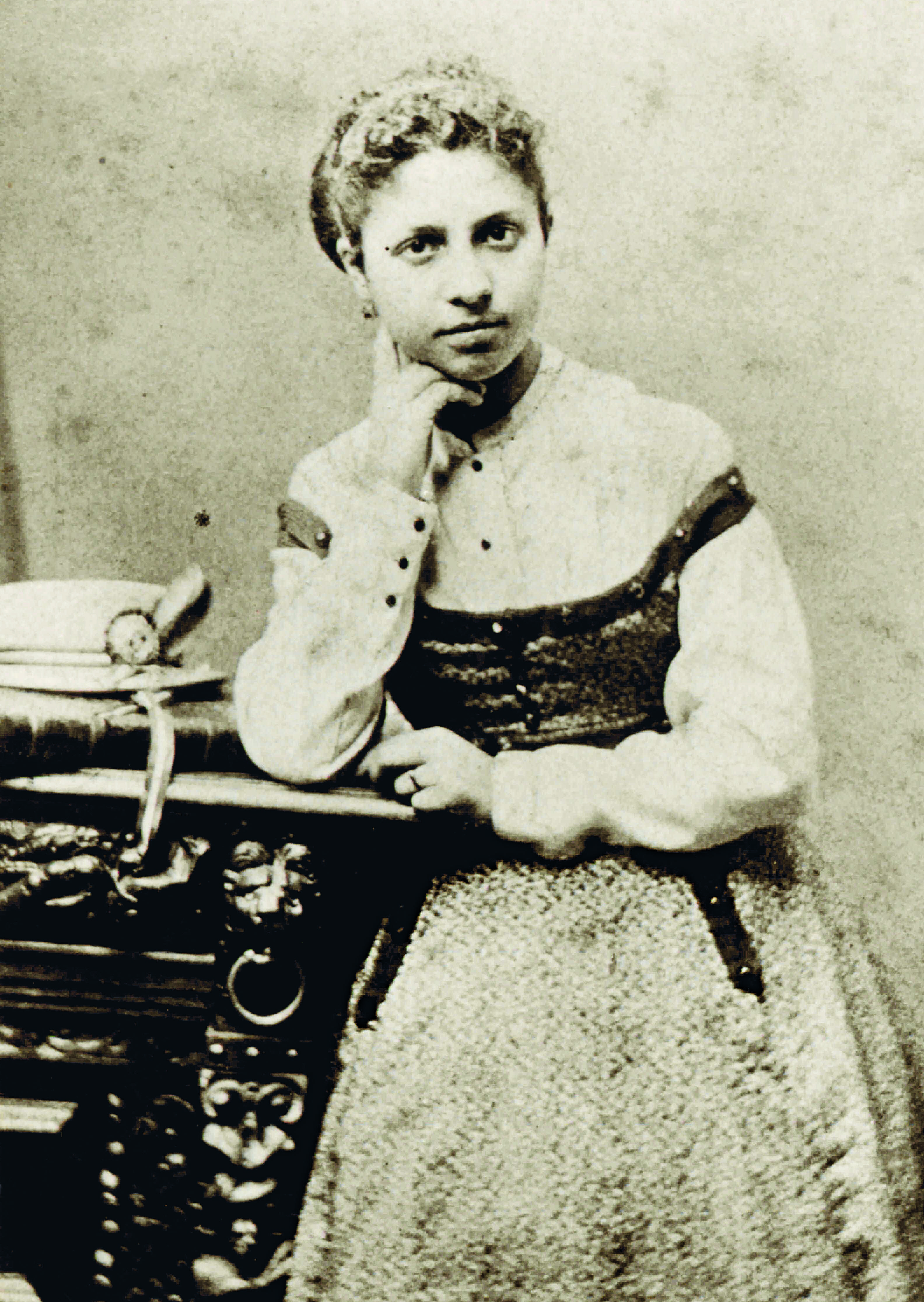
Photo de Lise Tréhot en 1864.